# Corvinelle noir et blanc
Lanius melanoleucus
Espèce
Synonymes
- Corvinella melanoleuca
- Urolestes melanoleucus

Statut de conservation UICN

 LC  : Préoccupation mineure
La Corvinelle noir et blanc (Lanius melanoleucus) est une espèce de petits passereaux de la famille des Laniidae.
Cet oiseau vit dans la moitié sud de l'Afrique subsaharienne.

## Sous-espèces
Cet oiseau est représenté par 3 sous-espèces :
- Lanius melanoleucus aequatorialis (Reichenow, 1887) — Tanzanie et sud-ouest du Kenya ;
- Lanius melanoleucus expressus Clancey, 1961 — du sud-est du Zimbabwe au sud du Mozambique à l'est de l'Afrique du Sud ;
- Lanius melanoleucus melanoleucus Jardine, 1831 — du sud de l'Angola et de la Zambie au Zimbabwe, Mozambique et nord de l'Afrique du Sud.

## Galerie

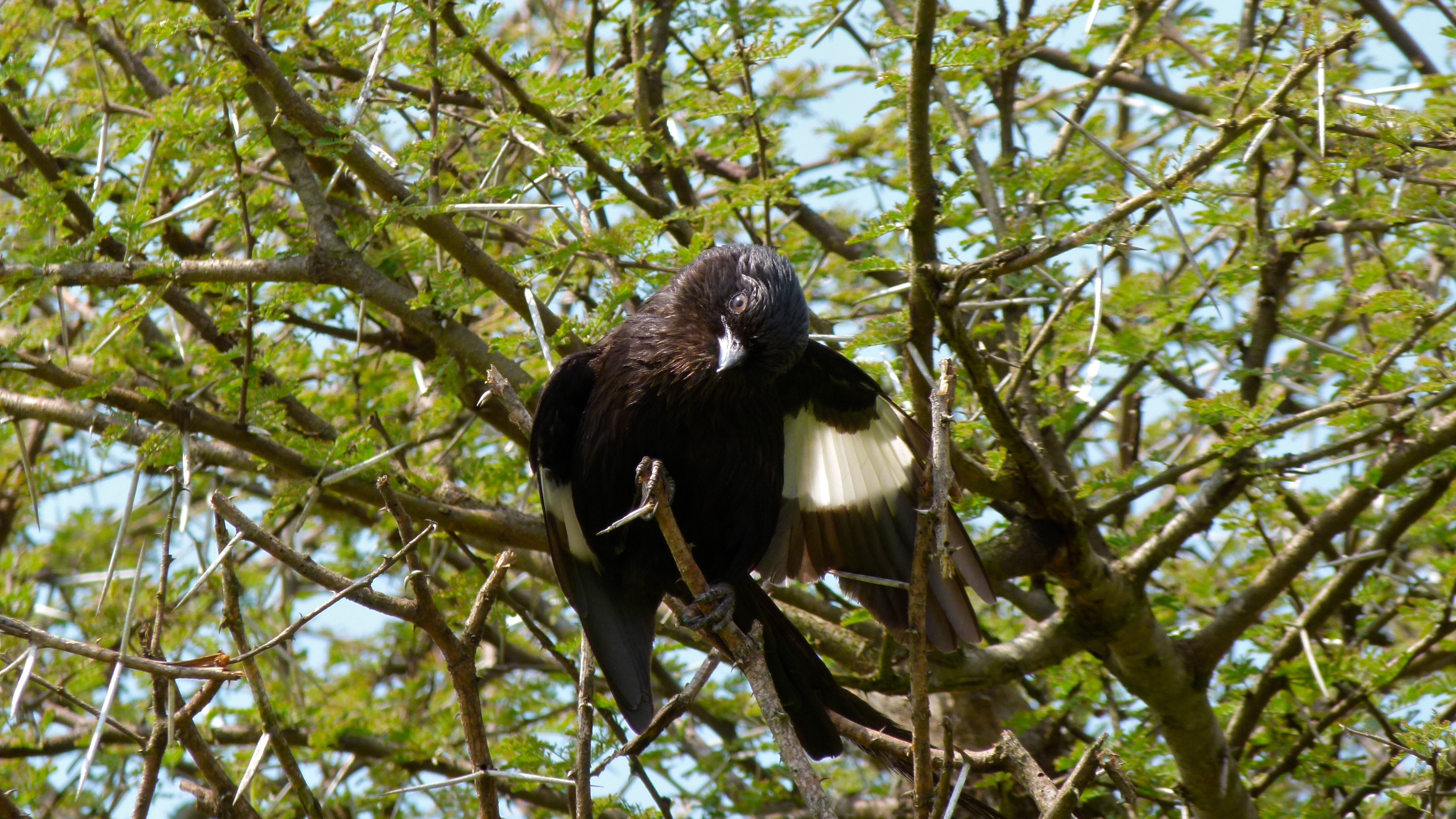
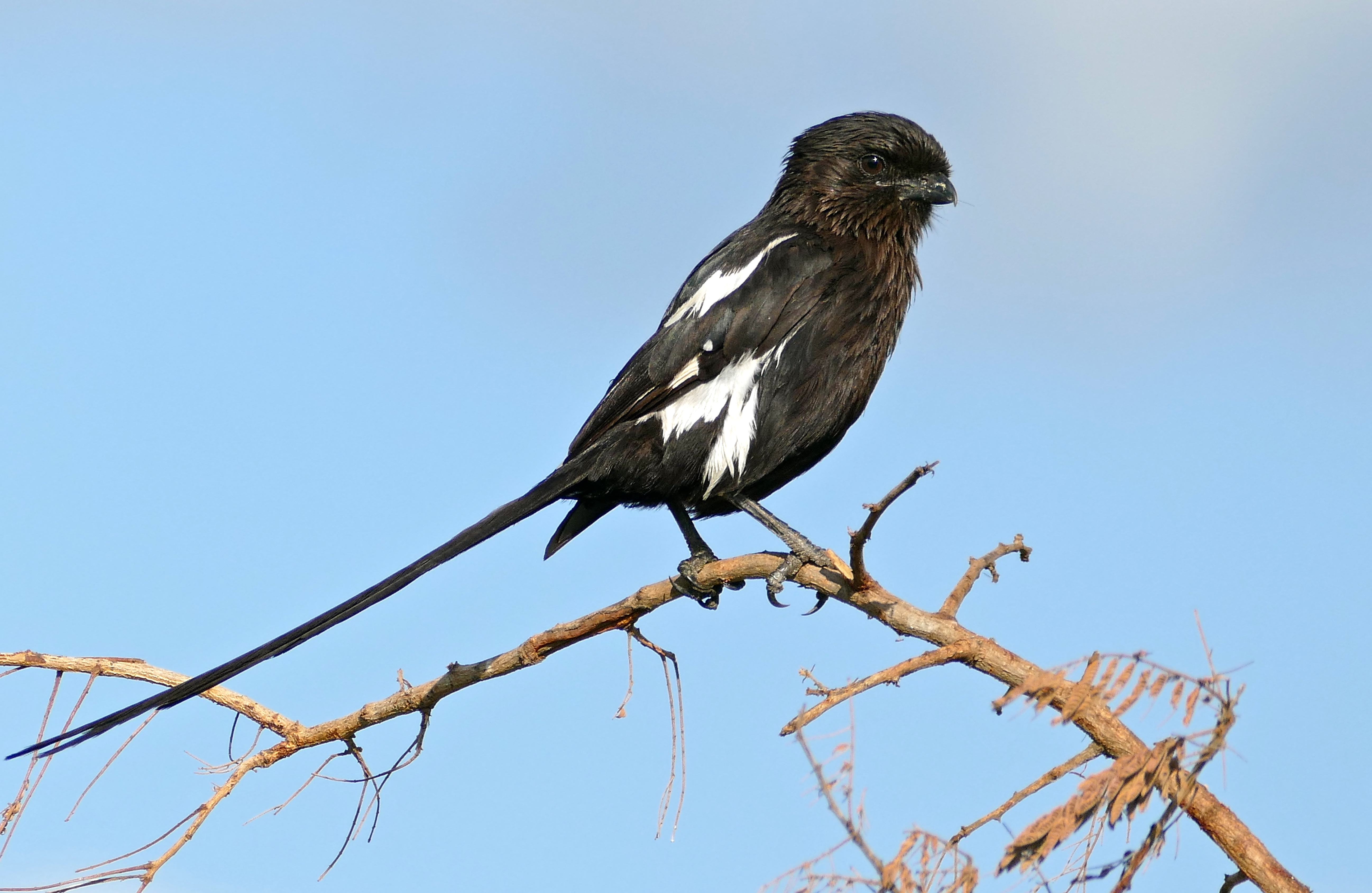
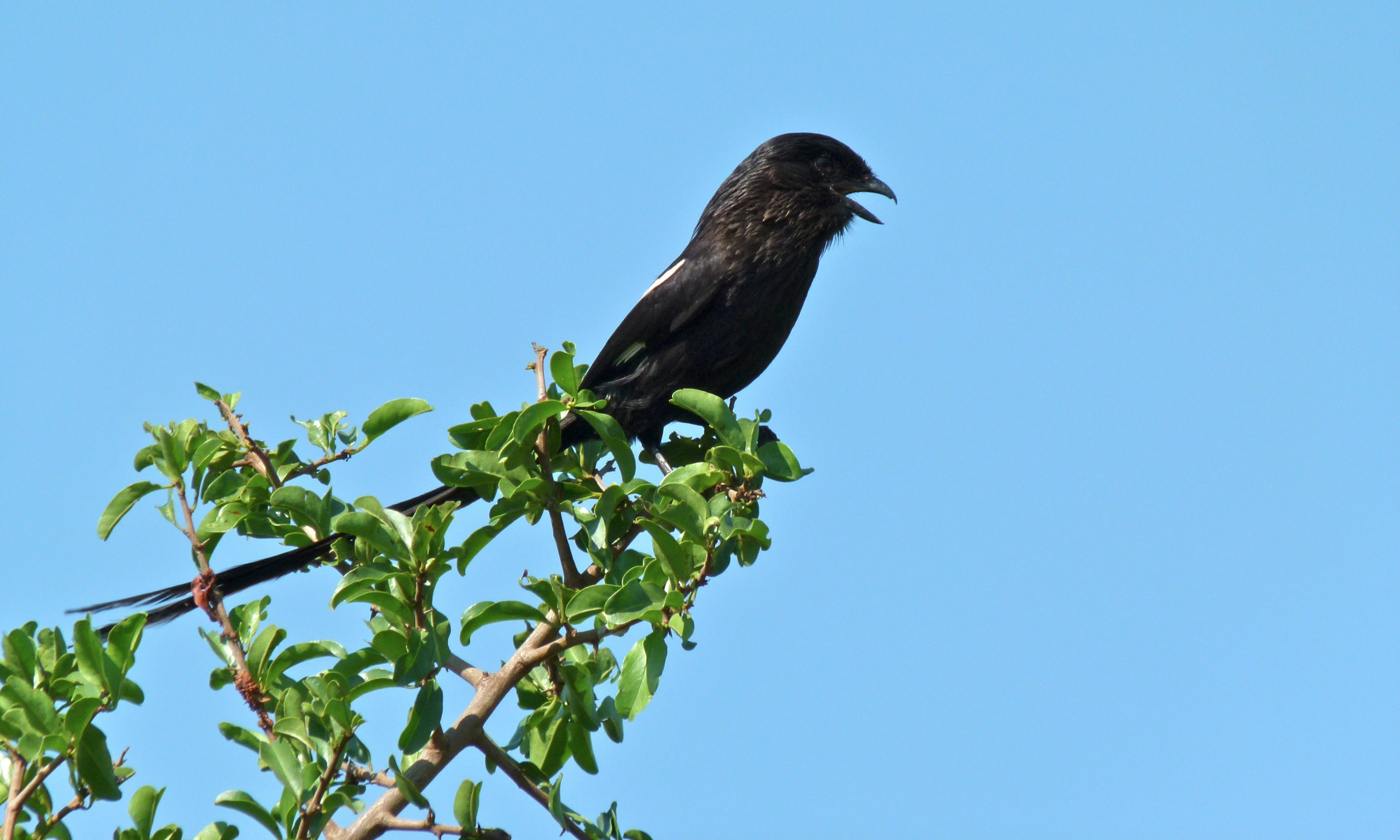
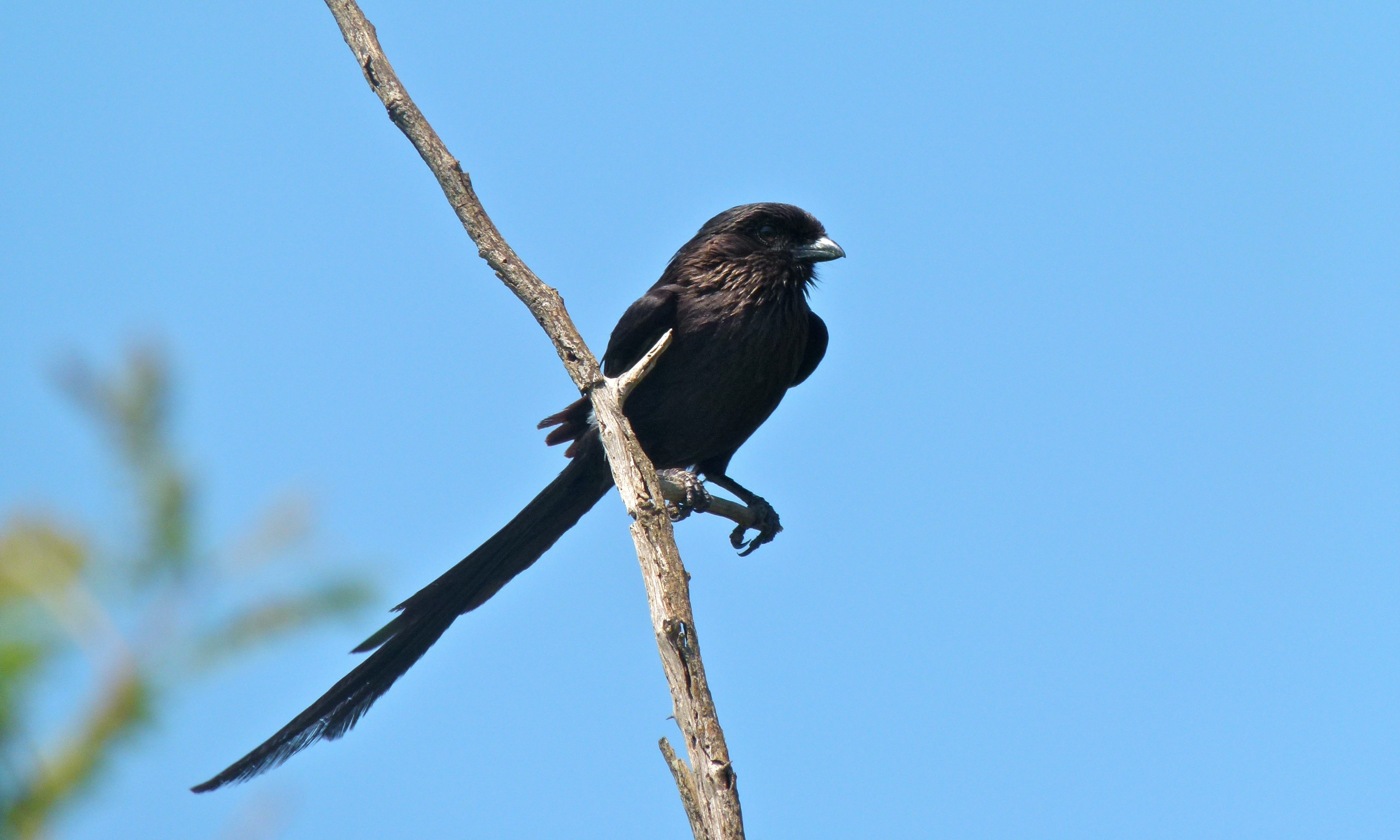